# Center Junction
Center Junction est une census-designated place (CDP) située dans le comté de Jones, en Iowa.